# مارتین هیندز
مارتین هیندز (به انگلیسی: Martin Hinds) (متولد ۱۰ آوریل ۱۹۴۱، پنارث در ولز، درگذشت ۱ دسامبر ۱۹۸۸) دانش‌آموخته خاورمیانه و تاریخ‌دان اسلام آغازین بود. او با همکار پاتریشیا کرون، کتاب خلیفة الله: قدرت دینی در قرن‌های اولیه اسلامی را نوشت.
دکتر هیندز از ۱۹۶۰ به فرهنگ اسلامی علاقه‌مند شد؛ زمانی که او دانشجو زبان عربی در مدرسه مطالعات مشرق‌زمین و آفریقا دانشگاه لندن بود و در همان‌جا با تعدادی از دانش‌آموختگان «شمال آفریقا» پیوند نزدیکی برقرار کرد. در تابستان ۱۹۶۲، او به تونس رسید و به دیدن مکان‌های تاریخی همچون بناهای کارتاژ رفت. همچنین او به دیدن آثار تاریخی اسلامی همچون مسجد زیتون رفت. هیندز همچنین الکَیروان و مسجدش در عقبه را بازدید کرد. او شیفته معماری اسلامی مسجد زیتون و نقش علمی آن در جهان اسلام گشت.